# Krakeend
De krakeend (Mareca strepera) is een vogel uit de familie van de eendachtigen (Anatidae). De wetenschappelijke naam van de soort werd als Anas strepera in 1758 gepubliceerd door Carl Linnaeus.

## Veldkenmerken
Een volwassen krakeend is circa 50 centimeter groot en is daarmee iets kleiner dan een wilde eend. Het dier geeft de voorkeur aan binnenwateren. Het mannetje is grijs met een zwart achterwerk en heeft kastanjebruine vleugeldekveren. Het vrouwtje is geelachtiger van kleur. En profil valt de veel dunnere snavel van deze eend op, in vergelijking met de wilde eend.

## Verspreiding
Deze eend broedt in geheel Europa en tot diep in Azië en in Noord-Amerika. Populaties in Noord- en noordoostelijk Europa trekken in de winter naar het westen en het zuiden tot in Noord-Afrika. Ook de populaties in Azië en Noord-Amerika trekken 's winters naar zuidelijke streken. De krakeend heeft sinds de eerste helft van de 19de eeuw zijn broedgebied in Europa op spectaculaire wijze uitgebreid en komt nu ook voor in het Verenigd Koninkrijk, Finland, Denemarken, Zweden en de Baltische staten.
Er werden twee ondersoorten onderscheiden:
- M. s. strepera: wijdverspreid in het Palearctisch en Nearctisch gebied.
- † M. s. couesi: op het atol Teraina (Kiribati) (sinds 1876 uitgestorven).

### Voorkomen in Nederland
Midden jaren 1970 broedde de krakeend voornamelijk in Friesland, Flevoland en Zeeland. Eind jaren 1980 begon de broedpopulatie in Nederland flink te stijgen. Tussen 1973 en 1977 broedde de vogel in 15% van de 5 x 5 kilometerhokken, tussen 1998 en 2000 was dit 37% en tussen 2013 en 2015 was dit 70%. 's Winters werd de krakeend in laatstgenoemde periode in 76% van de hokken waargenomen. Het gaat dan om 59 tot 72 duizend individuen. Er broedden in Nederland tussen 2013 en 2015 21 tot 26 duizend paren.

## Status
De grootte van de populatie is in 2015 geschat op 4,3-4,9 miljoen volwassen vogels. Op de Rode lijst van de IUCN heeft deze soort de status niet bedreigd.

## Afbeeldingen

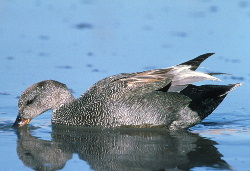
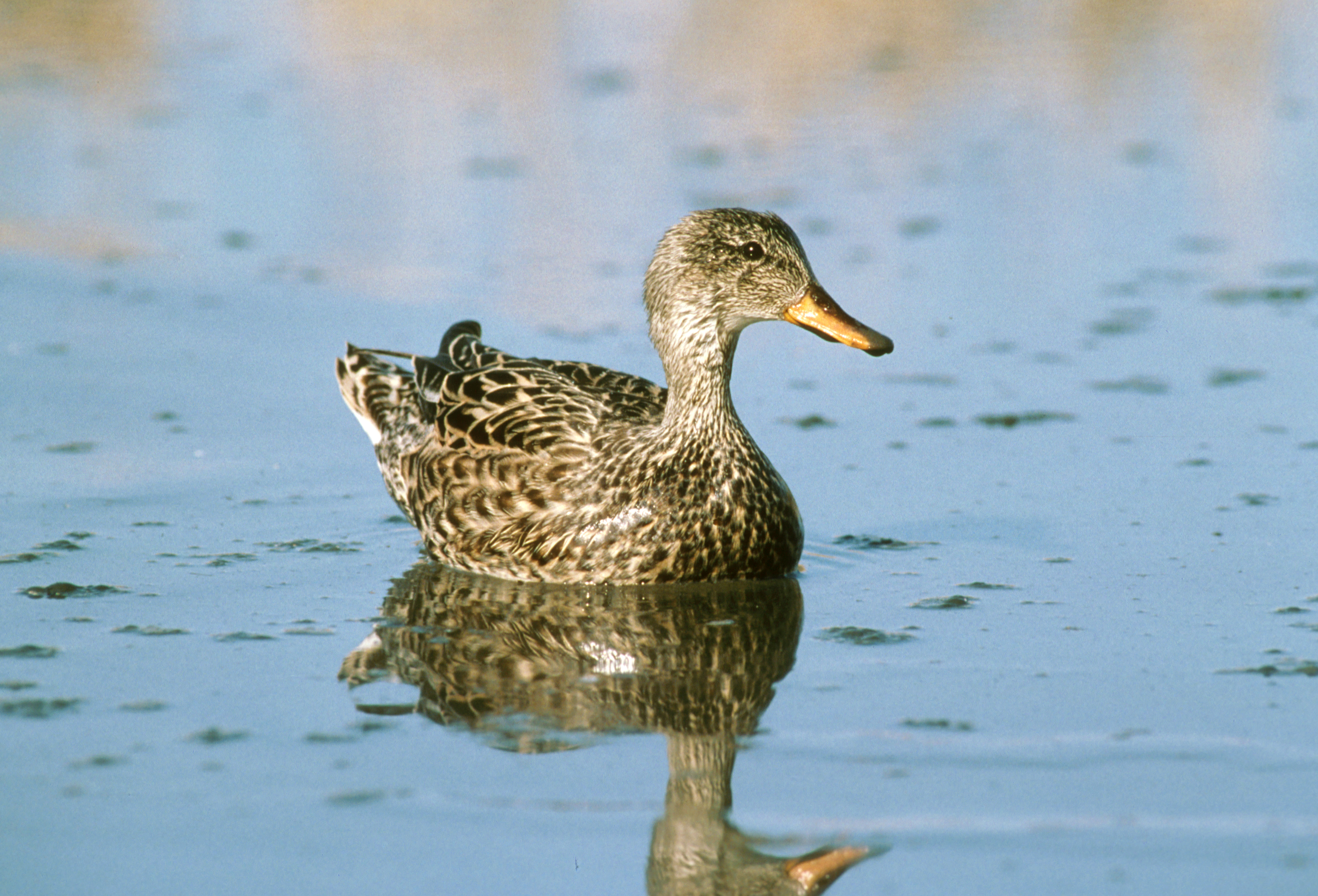
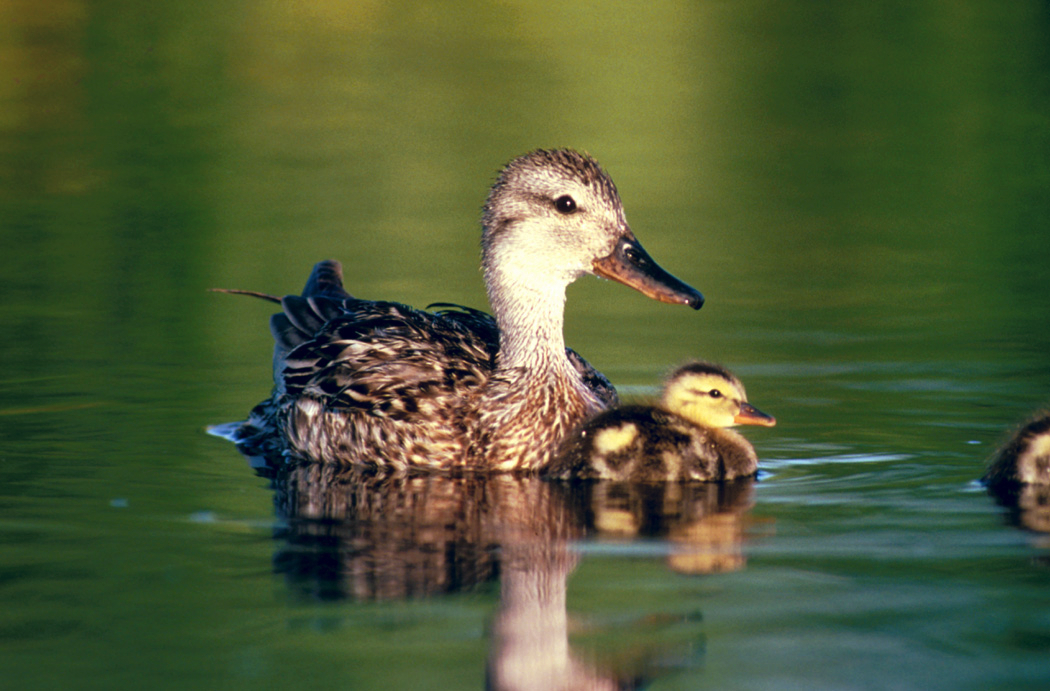
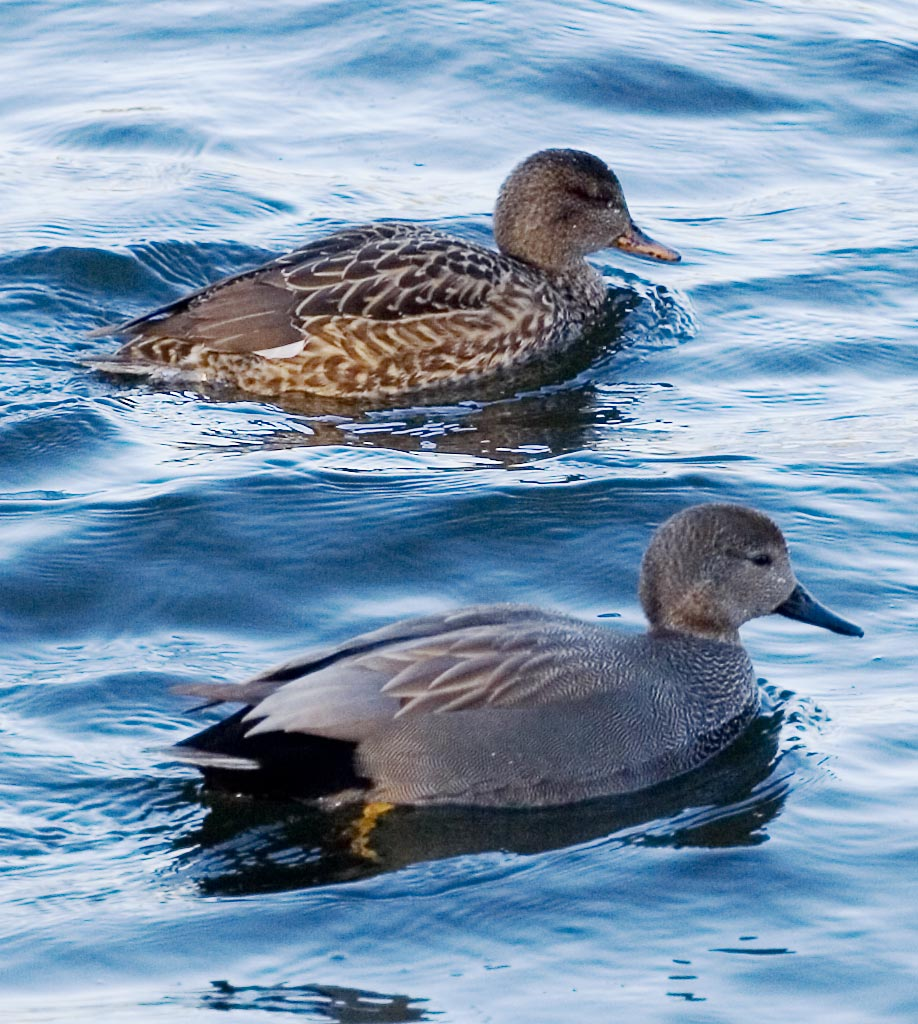